# نيشان مابونغوبويه
وسام مابونجوبوي هو أعلى وسام شرف في جنوب إفريقيا. تأسست في 6 ديسمبر 2002 ، يمنحها رئيس جنوب أفريقيا ، لإنجازات المستلمين على الساحة الدولية التي خدمت مصالح جنوب أفريقيا. كان الوسام يتكون من ثلاث فئات، وتم توسيعه إلى أربعة في عام 2004:
- البلاتينية (OMP) لإنجازات استثنائية وفريدة من نوعها
- الذهب (OMG) ، لإنجازات استثنائية
- الفضة (OMS) ، لإنجازات ممتازة
- برونزية (OMB) لإنجازات بارزة.

تم تسمية هذا النظام على اسم مابونجوبوي ،  دولة أفريقية قديمة كانت موجودة منذ ألف عام فيما يُعرف الآن بالجزء الشمالي من مقاطعة ليمبوبو.
كان أول متلقي للوسام (في فئة البلاتين) هو الرئيس السابق الراحل نيلسون مانديلا .

## تصميم
الشارة عبارة عن شكل بيضاوي أفقي فوق شبه منحرف مقلوب. يوجد داخل الإطار البيضاوي حيوان وحيد القرن الذهبي مع شروق الشمس فوق تل مابونغوبوي في الخلفية. تم تزيين الحافة العلوية المحدبة من شبه المنحرف بنمط مزخرف بالخرز والجوانب مزينة بنقاط. يوجد في الوسط بوتقة مزخرفة يتدفق منها الذهب المصهور إلى الفرن الأحمر. يتم عرض شعار جنوب إفريقيا على ظهره.
الشريط ذهبي، محاط بخط من النقاط ذات اللون الكريمي الشبيهة بالخرز على طول كل حافة، وظلال وحيد القرن بلون الكريم أسفل المنتصف. يتم ارتداء جميع الفصول الأربعة حول الرقبة.

## المستلمون

### 2002
- نيلسون مانديلا - بلاتينيوم (المصالحة الوطنية وبناء الأمة)
- ألان ماكليود كورماك (بعد وفاته) - ذهبي (للإنجازات في التصوير المقطعي المحوسب )
- فريديريك ويليم دي كليرك - Gold (المصالحة الوطنية وبناء الأمة)
- باسل شونلاند (بعد وفاته) - ذهب (فيزيائي والرئيس المؤسس لمجلس البحث العلمي والصناعي )
- بيتر بايتون - برونزي (بحث في الاضطرابات الموروثة للهيكل العظمي)
- هاميلتون ناكي - برونزي (العلوم الطبية)

### 2003
لم يتم تقديم أي جوائز.

### 2004
- سيدني برينر - الذهب (العلوم الطبية)
- تشيليزي ميرولا - برونزية (العلوم الهندسية)
- باتماناثان داياناند ريدي - برونزي (الرياضيات والعلوم)

### 2005
- جون ماكسويل كويتزي - ذهب (أدب)
- آرون كلوج - جولد (العلوم الطبية)
- فرانك نابارو - جولد (الأكاديميون والفيزياء)
- تيبيلو نيوكونغ - برونزية (بحث في تطوير علاجات السرطان)
- هيملاديفي سوديال - برونزية

### 2006
- سيليج بيرسي أمويلز - فضي (إنجازات طبية رائدة)
- جورج إليس - فضي (الرياضيات والعلوم)
- ليونيل أوبي - فضي (المعرفة والإنجازات في مجال أمراض القلب)
- باتريشيا برجاك - فضية (عالمة بيولوجيا البذور)

### 2007
- كلير بن - سيلفر (أمراض النطق واللغة، لغة الإشارة، الحبسة الكلامية)
- سيبوسيسو سبسي - فضي (تكنولوجيا المعلومات، البحث والتطوير)
- فاليري مزراحي - الفضة (الكيمياء الحيوية والبيولوجيا الجزيئية، بما في ذلك التحقق من صحة دواء السل)

### 2008
- دوريس ليسينج - جولد (الأدب، يساهم في القضاء على الاستعمار والفصل العنصري)
- ويلاند جيفيرز - الميدالية الفضية (التعليم العالي والطب)
- فوتي نجوبي - الفضة (العلوم الطبيعية، تطوير دراسات نمذجة الكمبيوتر في جامعة ليمبوبو)
- تيم نوكس - فضية
- براغاسين بيلاي - الفضة (حفظ الطاقة)

### 2009
لم يتم تقديم أي جوائز.

### 2010
- دوغلاس بتروورث - فضي (تحسين البيئة واستدامة مصايد الأسماك)
- يوهان لوتجارمس - فضي (مساهمة وإنجازات في علوم المحيطات)
- مونيك زحل - برونزية

### 2011
- بيتر ستاين - سيلفر (المساهمة والإنجازات في الكيمياء والتخليق الحيوي للسموم الفطرية)

### 2012
- أوليفر تامبو (بعد وفاته) - بلاتينيوم (لقيادة استثنائية أثناء النضال ضد الفصل العنصري)
- ألبرت لوتولي (بعد وفاته) - البلاتين (لقيادة استثنائية أثناء النضال ضد الفصل العنصري)
- باري ديفيد شوب - فضي (للإنجازات في علم الفيروسات)
- بيشينس مثونزي - برونزية (لمساهماتها في مجال التكنولوجيا الحيوية ومساهمتها القيمة في البحث العلمي في جنوب إفريقيا وعلى المستوى الدولي) [3]

### 2013
- بيرني فاناروف - سيلفر (لمساهمته الممتازة في علم الفلك وتفانيه في وضع جنوب إفريقيا على الخريطة من خلال مشروع SKA) [4]
- جورج اكاما - فضي (للبحث في حلول المياه).
- جليندا جراي - سيلفر (للبحث في انتقال فيروس نقص المناعة البشرية / الإيدز من الأم إلى الطفل)
- ماليجابورو ويليام ماكجوبا - فضي (لعمله الرائد في تحويل التعليم العالي)
- قريشة عبد الكريم - برونزية (لعملها في مجالات أبحاث فيروس نقص المناعة البشرية / الإيدز والسل)

### 2014
- إسماعيل محمد (بعد وفاته) - فضية (لمساهماته في الرياضيات والتحرر السياسي)
- هندريك سيمون شاف - فضي (لمساهماته في العلوم الطبية)
- وليام سوجا (بعد وفاته) - فضي (لمساهماته في الطب والأنثروبولوجيا)
- نامريتا لال - برونزية (لمساهماتها في العلوم الطبية)

### 2015
لم يتم تقديم أي جوائز.

### 2016
- زولاخا سیسولو - Gold (لمساهمته الاستثنائية في جودة الصحافة ؛ وكمراسل يفضح قسوة الفصل العنصري ويشجع الوحدة بين الناس من مختلف المذاهب السياسية للنضال من أجل التحرير) [5]

### 2017
- فولوفيلو نيلواموندو - فضي (لمساهمته الممتازة في مجال العلوم، ولا سيما الهندسة الكهربائية)
- سيبالي زوسا - فضي (لمساهمته الممتازة في الابتكار العلمي في مرحلة مبكرة، ليثبت لنفسه وللآخرين أنه من خلال التصميم والعمل الجاد يمكن للمرء أن يحقق ارتفاعات مهنية جديدة) [6]

### 2018
لم يتم تقديم أي جوائز.

### 2019
- بومو إدنا إديث موليوا (بعد وفاته) - ذهب (لجهودها في العدالة البيئية)
- مالك مازة - فضي (لمساهماته في علوم النانو).
- آري سيتاس - فضي (لمساهماته في العلوم الاجتماعية)
- ذوقزاني مجوزي - برونزي (لمساهماته في الرياضيات).

## روابط خارجية
- موقع حكومة جنوب إفريقيا
- موقع ميداليات جنوب افريقيا
- موقع تاريخ جنوب افريقيا